# 杭头遗址
杭头遗址，位于山东省日照市莒县陵阳乡杭头村的一处新石器时代遗址，面积约1.6万平方米，是中华人民共和国全国重点文物保护单位之一。杭头遗址裡面有土坑竖穴单人墓。
1983年发现。同年開挖。1992年6月12日，公布为山东省文物保护单位，2013年5月公布为全国重点文物保护单位址。